# 罗伯特·弗朗西斯·莫菲
罗伯特·弗朗西斯·莫菲（Robert Francis Murphy，1924年3月3日—1990年10月8日），美国人类学家，1960年代初至1990年任美国哥伦比亚大学人类学教授。研究领域包括亚马逊的蒙杜鲁库人以及撒哈拉的图瓦雷克人。

## 生平
莫菲是爱尔兰移民的第三代后裔，在美国纽约皇后区远洛克威长大。 他的祖母在新罕布什尔州的一家纺织厂工作，他的父亲经常不在家，他的母亲努力抚养五个孩子，后来患上乳腺癌并在莫菲14岁时病逝，莫菲一家生活在皇后区的“蕾丝窗帘和棚屋的爱尔兰人”社区。
第二次世界大战期间，他作为二等兵在美国海军服役。战后他依靠《退伍军人权利法案》进入哥伦比亚大学读本科。后继续在哥伦比亚大学人类学系获得文学硕士和哲学博士学位。他在研究生院体质人类学课程中遇到了约兰达（Yolanda），他们在哥伦比亚大学圣保罗小教堂结婚。
1952年，莫菲夫妇在巴西亚马逊丛林中的蒙杜鲁库人中间开展田野调查，他们研究了入赘模式父系社会的动态。莫菲在加利福尼亚大学伯克利分校任教数年，此后在1960年代初到哥伦比亚大学任教授。1960年代初，莫菲夫妇带着两个年幼的孩子罗伯特（Robert）、帕梅拉（Pamela）跋涉到撒哈拉，对尼日尔的图瓦雷克人开展田野调查，莫菲此行得以研究随夫居模式母系社会。
1990年10月8日，莫菲因心力衰竭而在美国新泽西州利奥尼亚的家中病逝。身后留下了妻子和他们的两个孩子。

## 著作
- The Trumai Indians of Central Brazil (Monographs of the American Ethnological Society) (1955) (based upon field notes of Buell Quain)
- Tappers and Trappers: Parallel Process in Acculturation (1956) Economic Development and Cultural Change 4.
- Matrilocality and Patrilineality in Mundurucu Society. American Anthropologist (1956) Vol. 58 (3:3): 414-433
- Mundurucu Religion (University of California Publications in American Archaeology and Ethnology) (1958)
- The Structure of Parallel Cousin Marriage (1959)
- Headhunter's Heritage: Social and Economic Change Among the Mundurucu Indians (1960)
- Social Distance and the Veil (about Tuareg men's veiling practices) (1964)
- The Dialectics of Social Life: Alarms and Excursions in Anthropological Theory (1971)
- Robert H. Lowie (Leaders of Modern Anthropology) (1972)
- Evolution and Ecology: Essays on Social Transformation (1978, co-authored with Julian H. Steward and Jane C. Steward)
- American Anthropology, 1946-1970: Papers from the American Anthropologist (2002)[3]
- Women of the Forest (1974), co-authored with Yolanda (first author), now in a 30th anniversary edition (2004)[4]